# Cmentarz wojenny nr 109 – Biecz

Cmentarze I wojny światowej w Bieczu

Cmentarz wojenny nr 109 – Biecz – cmentarz wojenny z okresu I wojny światowej w Bieczu, w województwie małopolskim, w powiecie gorlickim. Jeden z ponad 400 zachodniogalicyjskich cmentarzy wojennych zbudowanych przez Oddział Grobów Wojennych C. i K. Komendantury Wojskowej w Krakowie. W III okręgu gorlickim cmentarzy tych jest 54.

## Opis cmentarza
Znajduje się na skrzyżowaniu ulic Parkowej i Kazimierza Wielkiego, w pobliżu remizy strażackiej przy drodze do Jasła.  Został zaprojektowany przez Hansa Mayra. Jest ogrodzony w typowy dla tego projektanta sposób pełnym kamiennym murem i furtką oflankowaną półokrągłymi bastionami. Założony został w miejscu prowizorycznych grobów, które pozostawiły oddziały rosyjskie. Głównym elementem dekoracyjnym jest wkomponowany w ogrodzenie drewniany krzyż łaciński nakryty półokrągłą glorią. Mogiły ułożone w rzędach i otoczone betonowymi obrzeżami, ścieżki między nimi wysypane żwirem. Na części nagrobków znajduje się kilka rodzajów krzyży z tabliczkami imiennymi oraz stele, również z tabliczkami imiennymi.

## Polegli
Na cmentarzu spoczywa 271 żołnierzy, w tym:
- 26 żołnierzy armii austro-węgierskiej,
- 8 żołnierzy armii niemieckiej,
- 137 żołnierzy armii rosyjskiej.

## Losy cmentarza
W okresie Polski międzywojennej cmentarz jako nowy był jeszcze w dobrym stanie. Po II wojnie ranga cmentarza w świadomości społeczeństwa i ówczesnych władz zmalała, przybyły bowiem nowe, świeższe cmentarze i dramatyczne historie nowej wojny. Cmentarz ulegał w naturalny sposób niszczeniu przez czynniki pogody i roślinność, czasami także przez wandali. Był kilkakrotnie porządkowany, m.in. pola grobowe obłożono betonowymi obrzeżami. Cmentarz został jednak zdewastowany przez wandali. Po pierwotnym krzyżu nie zostało żadnego śladu, wszystkie żeliwne krzyże zostały utrącone i skradzione (prawdopodobnie na złom). Ocalała tylko furtka z kutej stali. Dokonano generalnego remontu cmentarza i w 2017 jest on w bardzo dobrym stanie.

## Galeria

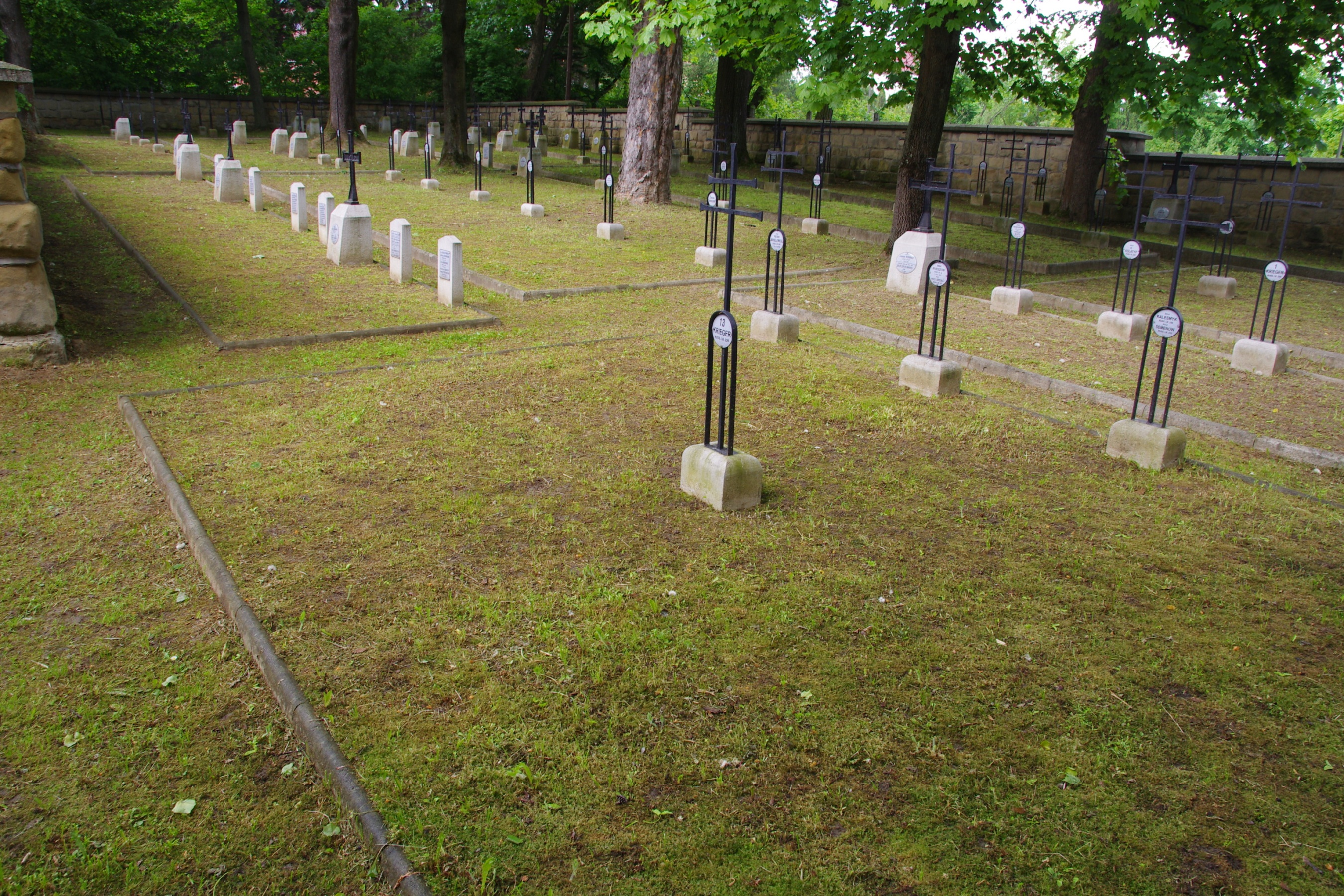
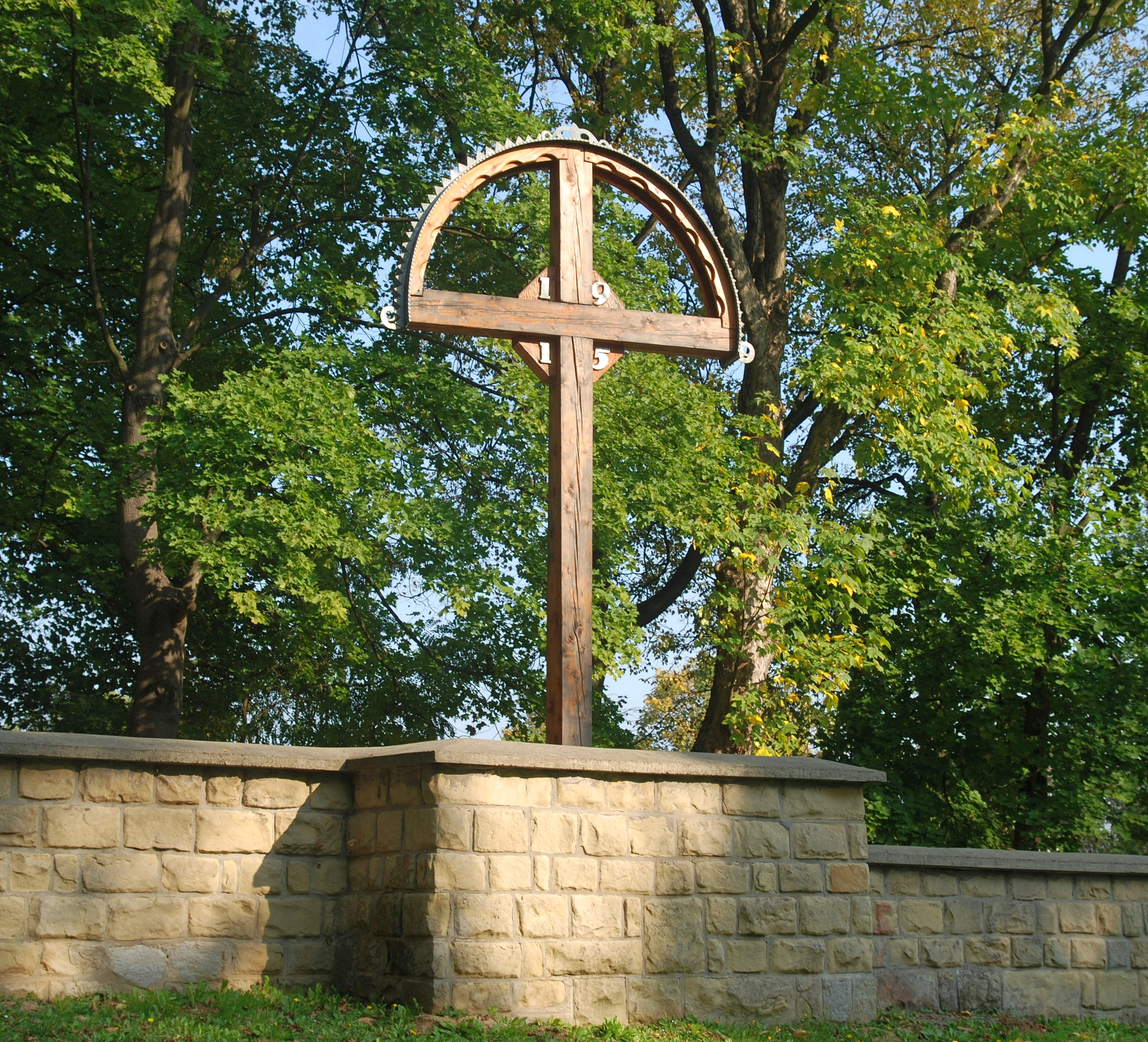
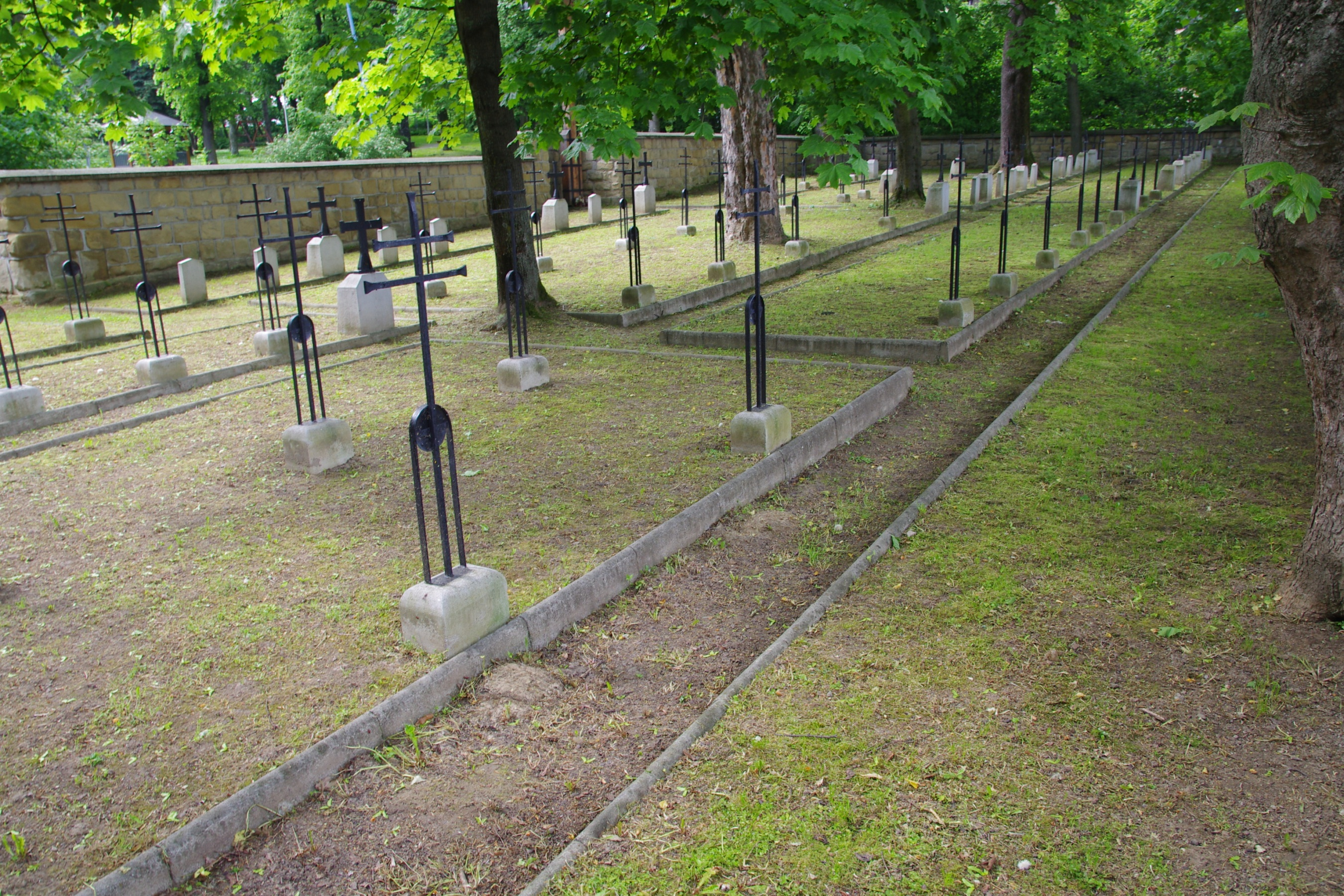
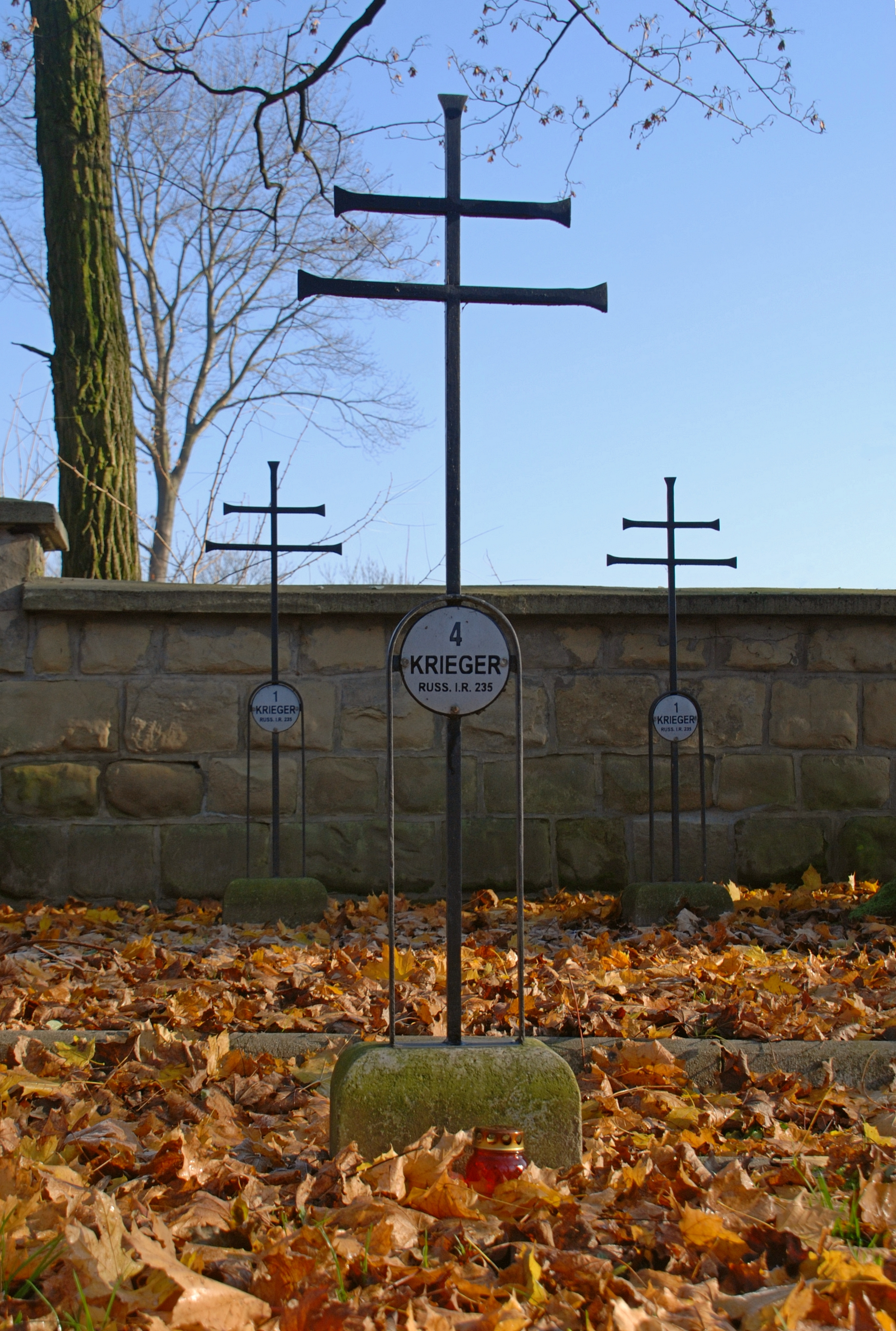
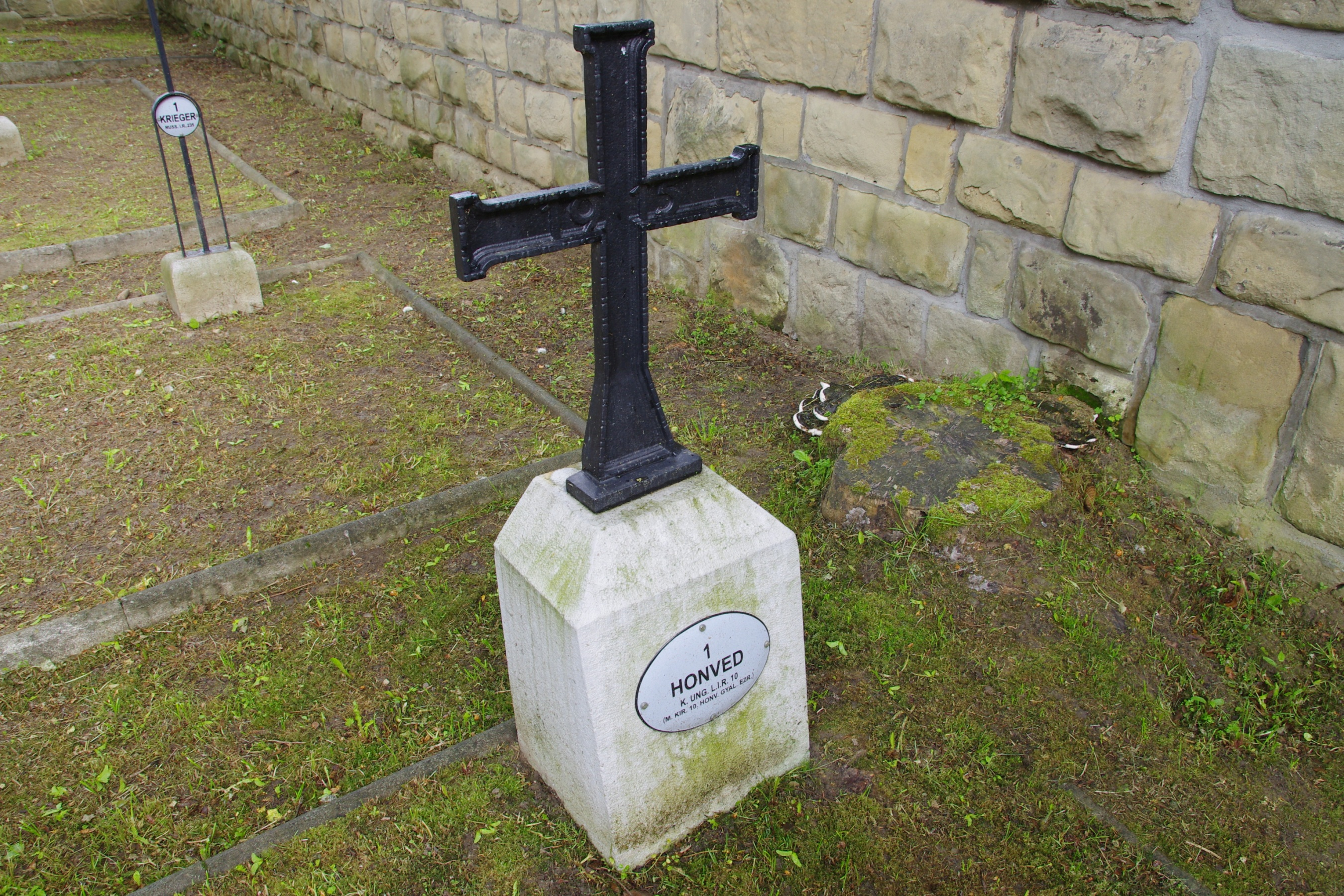